# Ernst-Werner Fuß
Ernst-Werner Fuß (* 10. März 1924 in Hamburg; † 13. April 1982 in Würzburg) war ein deutscher Jurist.

## Leben
Er studierte Rechtswissenschaft und Staatswissenschaft an der Universität Hamburg (1949 erste juristische Staatsprüfung, 1950 Promotion, 1952 zweite juristische Staatsprüfung). 1953 wurde er wissenschaftlicher Assistent in Hamburg. Nach der Habilitation in Hamburg 1961 (Staatsrecht, Verwaltungsrecht, Rechtsvergleichung auf dem Gebiet des öffentlichen Rechts, Völkerrecht) war er dort von 1961 bis 1964 Privatdozent für Staats- und Verwaltungsrecht, Rechtsvergleichung auf dem Gebiet des Öffentlichen Rechts und für Völkerrecht. 1964 wurde er Professor in Mannheim. 1971 wurde Professor an der Universität Würzburg.

## Schriften (Auswahl)
- Die richterliche Prüfungszuständigkeit nach dem Grundgesetz für die Bundesrepublik Deutschland vom 23. Mai 1949. Hamburg 1950, OCLC 74031099.
- mit Joseph H. Kaiser, Peter Badura und Hans-Ulrich Evers: Bewahrung und Veränderung demokratischer und rechtsstaatlicher Verfassungsstruktur in den internationalen Gemeinschaften. Berichte und Aussprache zu den Berichten in den Verhandlungen der Tagung der Deutschen Staatsrechtslehrer zu Kiel vom 9. bis 12. Oktober 1964. Berlin 1966, OCLC 1110449170.
- Der Grundrechtsschutz in den Europäischen Gemeinschaften aus deutscher Sicht. Mit einer Skizze der Grundrechtsprobleme in Frankreich, Großbritannien und der Bundesrepublik Deutschland. Heule 1975, OCLC 263291237.
- als Herausgeber: Der Beitrag des Gerichtshofes der Europäischen Gemeinschaften zur Verwirklichung des gemeinsamen Marktes. Referate und Diskussionsberichte der Tagung des Arbeitskreises Europäische Integration e.V. in Würzburg, 21.–23. Februar 1980. Baden-Baden 1981, ISBN 3-7890-0648-3.